# Егоровка (Башкортостан)
Его́ровка (баш. Егоровка) — деревня в Бижбулякском районе Республики Башкортостан Российской Федерации. Входит в состав Базлыкского сельсовета. Проживают чуваши.
С 2005 — современный статус.

## История
Название происходит от  . 
Статус деревня, сельского населённого пункта, посёлок получил согласно Закону Республики Башкортостан от 20 июля 2005 года N 211-з «О внесении изменений в административно-территориальное устройство Республики Башкортостан в связи с образованием, объединением, упразднением и изменением статуса населенных пунктов, переносом административных центров», ст.1:

6. Изменить статус следующих населенных пунктов, установив тип поселения - деревня:
 
5)  в Бижбулякском районе:…

е) поселка Егоровка Базлыкского сельсовета

## География

### Географическое положение
Расстояние до:
- районного центра (Бижбуляк): 13 км,
- центра сельсовета (Базлык): 6 км,
- ближайшей ж/д станции (Приютово): 53 км.

## Население
| 2002 | 2009 | 2010 |
| ---- | ---- | ---- |
| 85   | ↘71  | ↘64  |

Национальный состав
Согласно переписи 2002 года, преобладающая национальность — чуваши (74 %).